# Prippska tomten
Prippska tomten är ett bostadsområde på Stampen i Göteborg.
Här låg fram till 1976 Pripps bryggeri. Det centralt belägna kvarteret i Göteborg låg länge spöklikt övergivet och delvis rivet, men blev i slutet av 1980-talet bebyggt med nya hus. På området byggdes hotellet Scandic Crown, kontorsfastigheter och bostadshus av HSB. Av bryggeriets tidigare byggnader på tomten finns endast "barnhuset" kvar. 

## Galleri

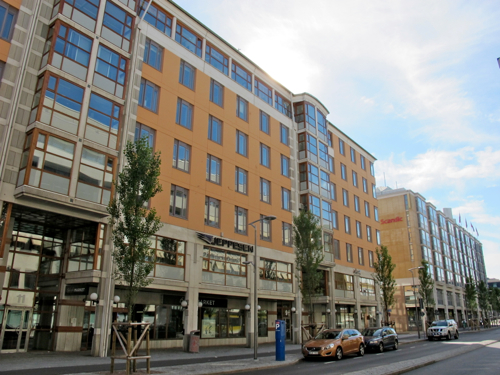
Kontorshus på Prippska tomten vid Odinsgatan i Göteborg. Här låg fram till 1976 Pripps bryggeri.
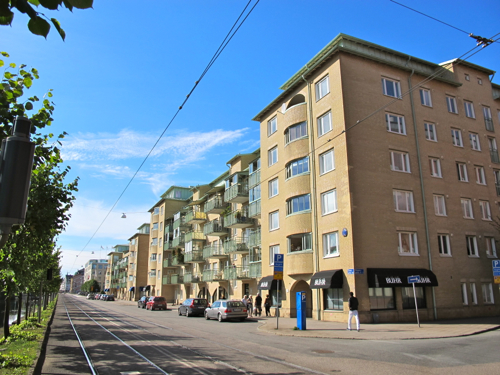
Bostadshus på Prippska tomten vid Stampgatan i Göteborg. Här låg fram till 1976 Pripps bryggeri.
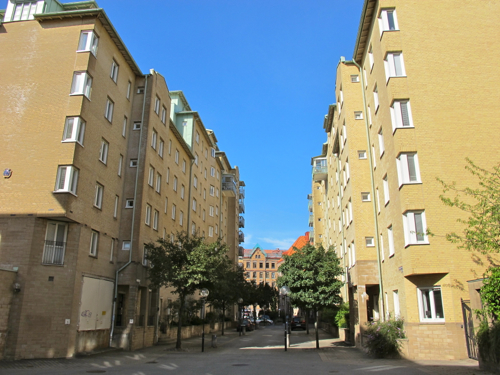
Bostadshus på Prippska i Göteborg. Här låg fram till 1976 Pripps bryggeri.
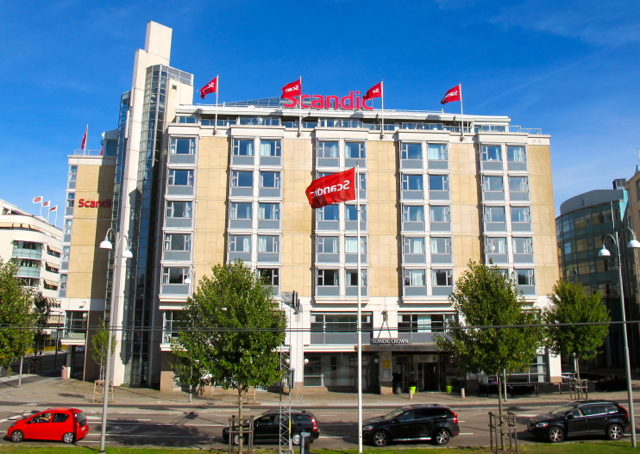
Scandic Crown på Prippska tomten.

## Prippska tomten som rivningstomt 8 mars 1984

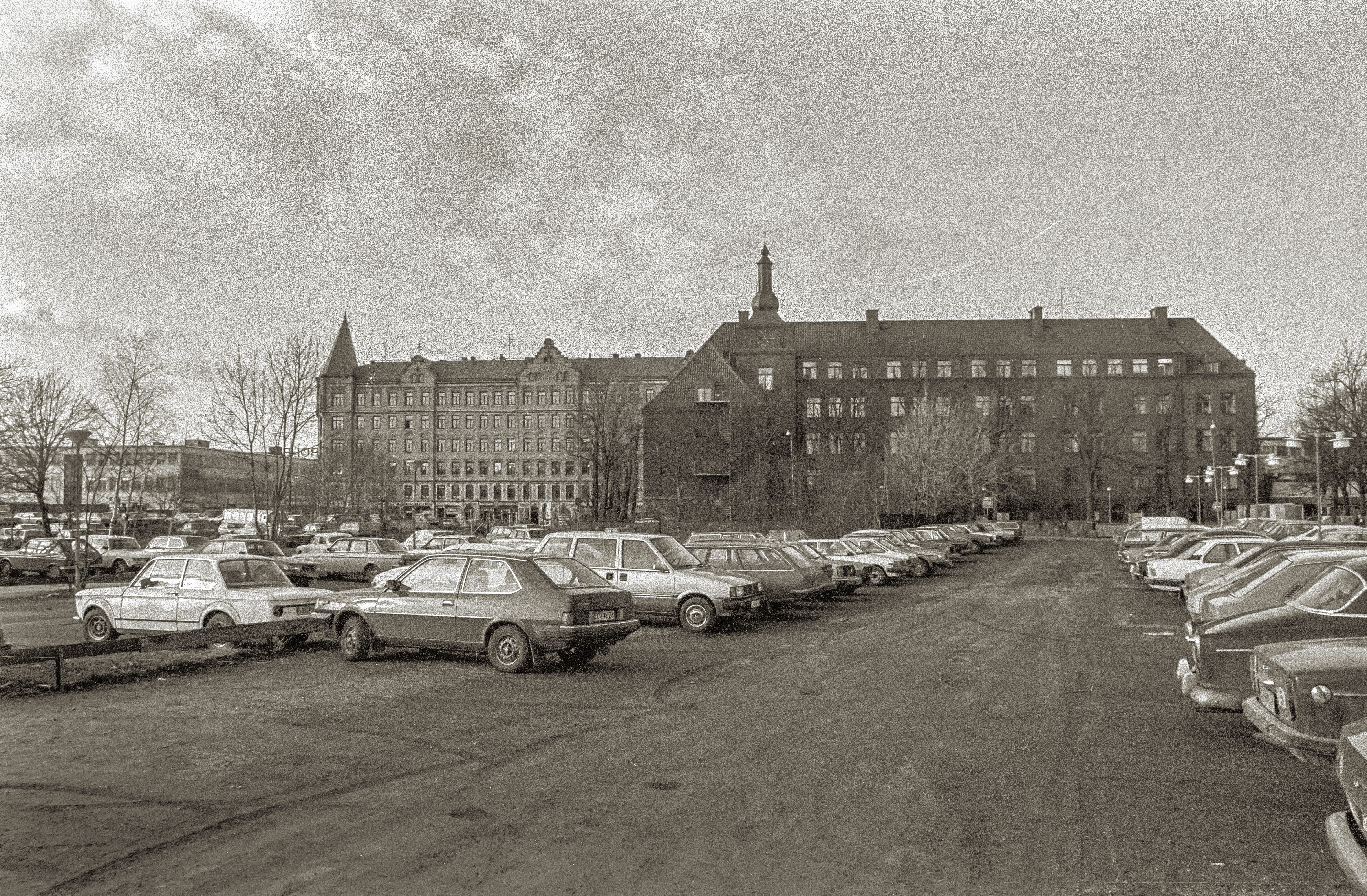
Vy norrut mot Odinsgatan.
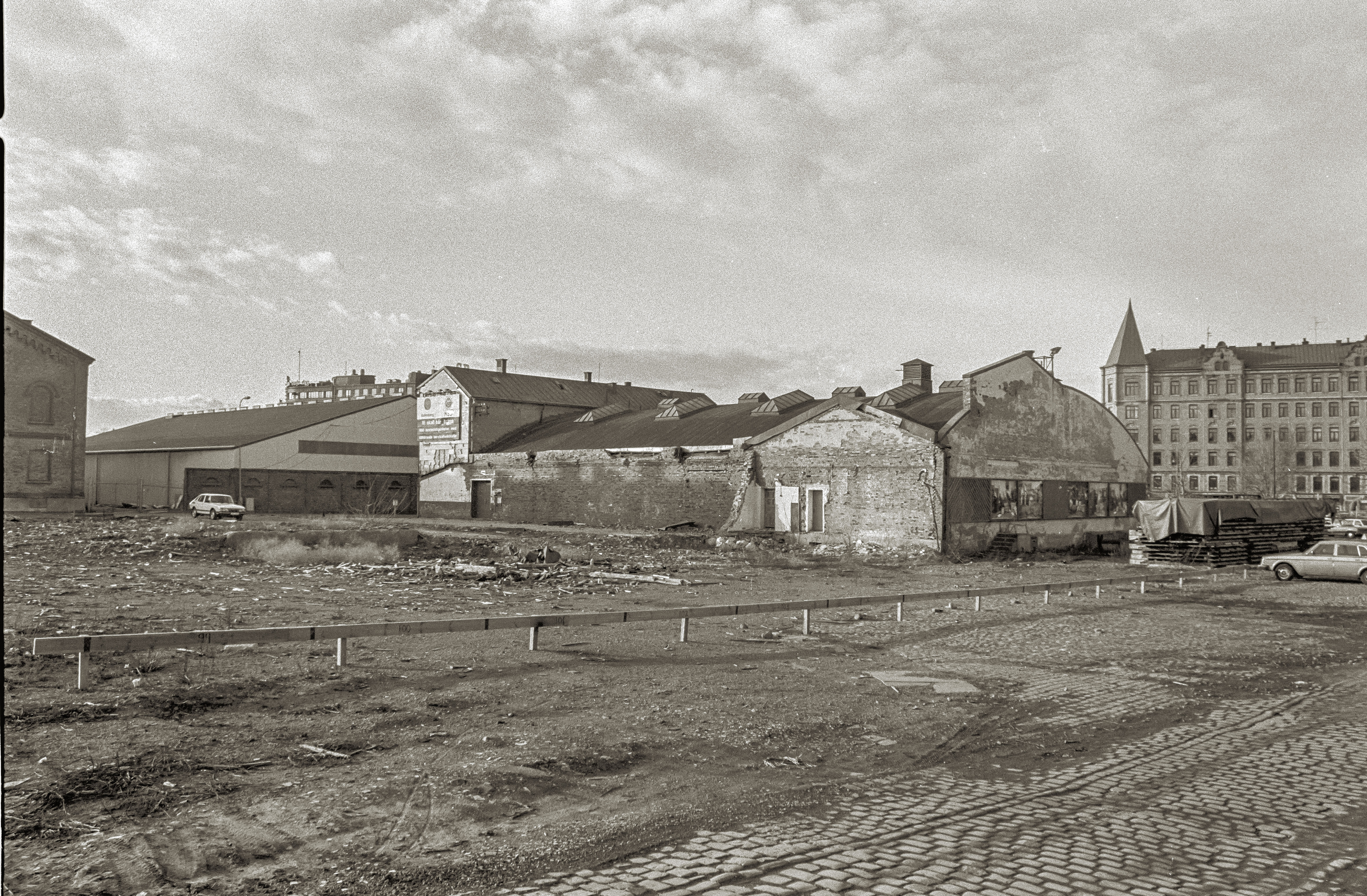
Vy mot nordväst.
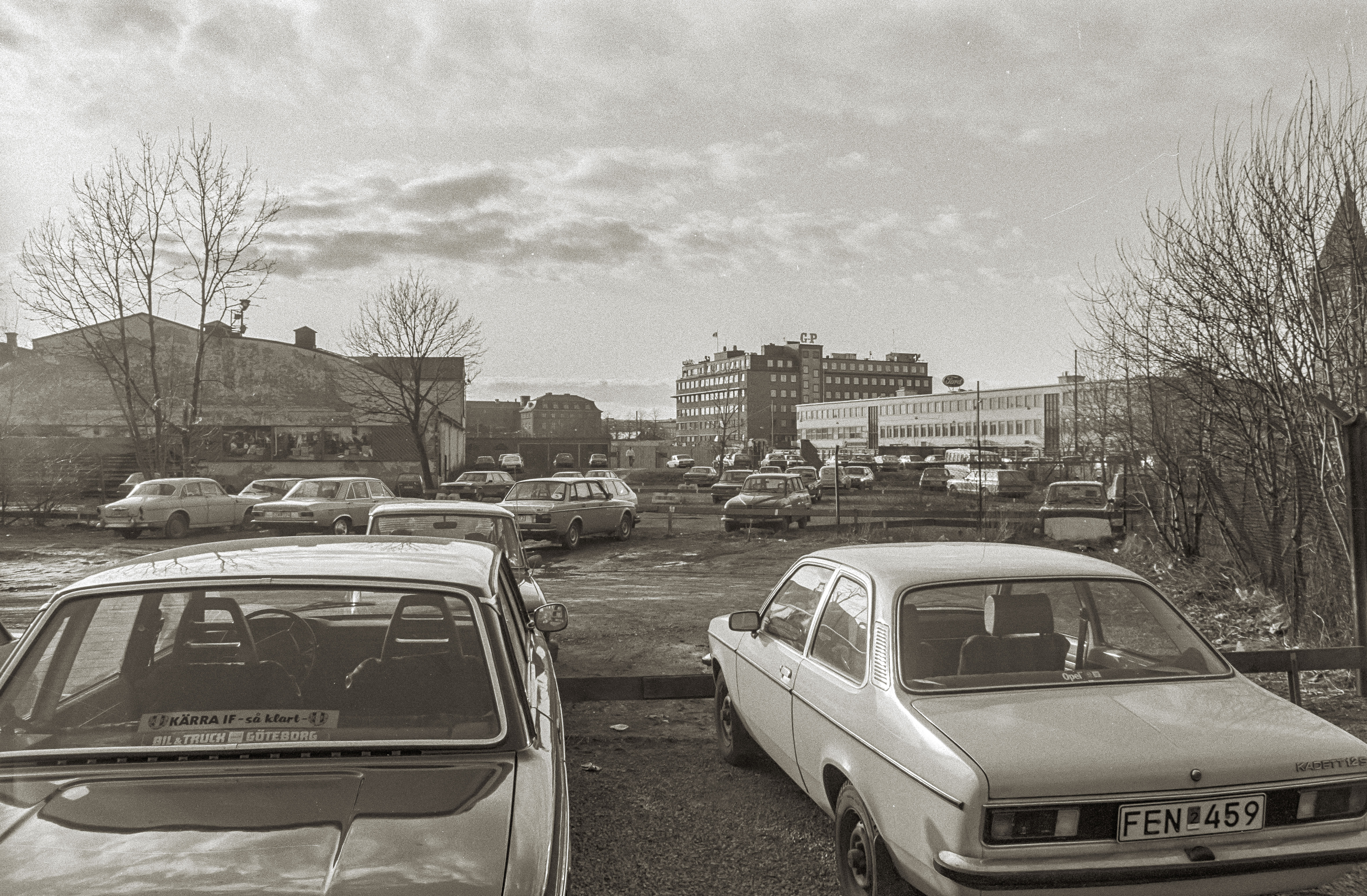
Vy västerut mot Polhemsplatsen.
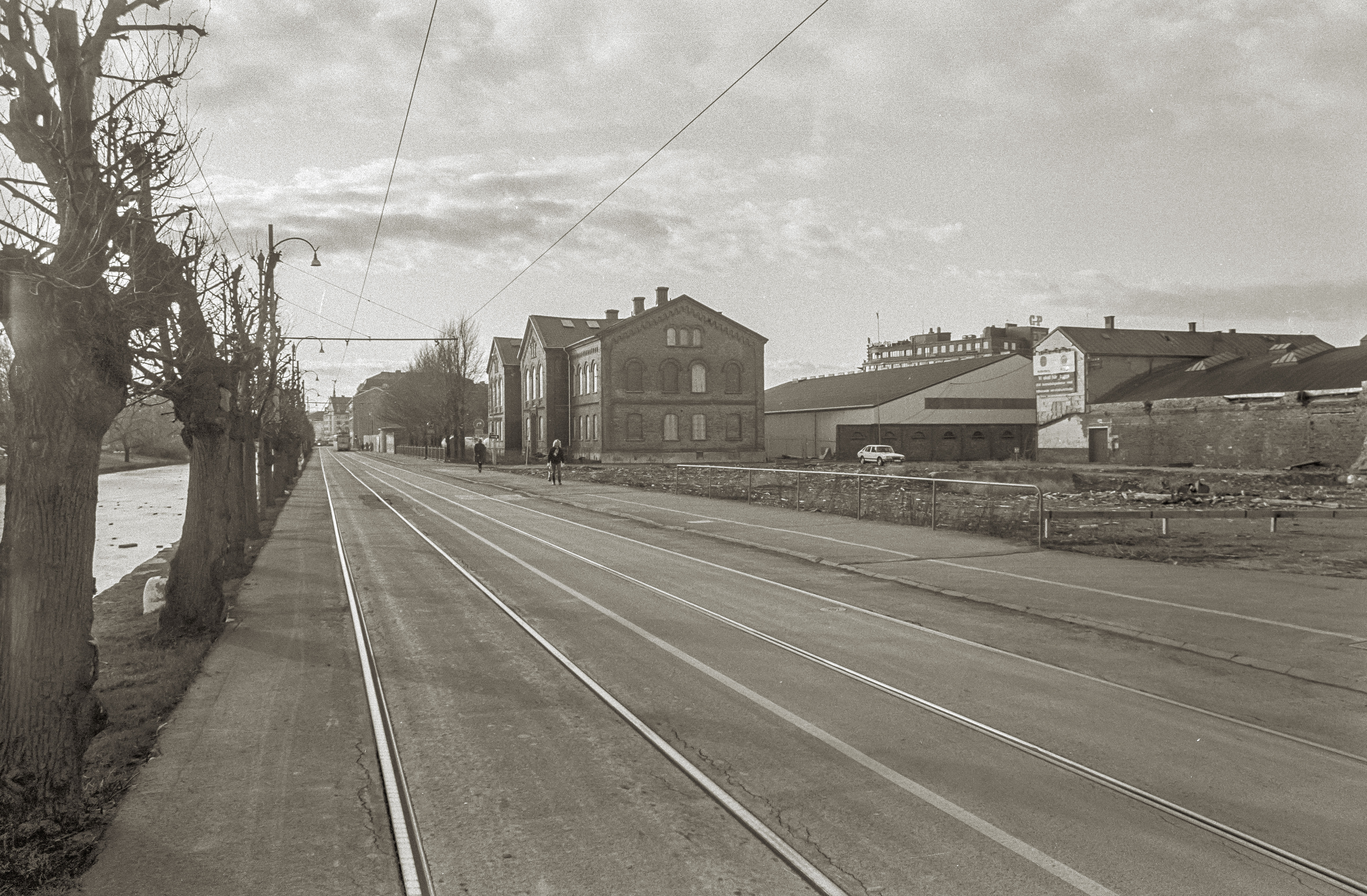
Stampgatan. Prippska tomten till höger.